# Helius scabiosus
Helius scabiosus är en tvåvingeart som beskrevs av Alexander 1932. Helius scabiosus ingår i släktet Helius och familjen småharkrankar. Inga underarter finns listade i Catalogue of Life.